# كرايغ مور
كرايغ مور (بالإنجليزية: Craig Moore)‏ (16 أغسطس 1994 بغلاسكو في المملكة المتحدة - ) هو لاعب كرة قدم بريطاني في مركز الهجوم. لعب مع نادي ماذرويل ونادي كاودينبيث لكرة القدم ونادي آير يونايتد.

## وصلات خارجية
- كرايغ مور على موقع قاعدة بيانات كرة القدم.إي يو (الإنجليزية)
- كرايغ مور على موقع Soccerbase.com (لاعب) (الإنجليزية)
- كرايغ مور على موقع Soccerway.com (الإنجليزية)